# 1989年日本

## 政府

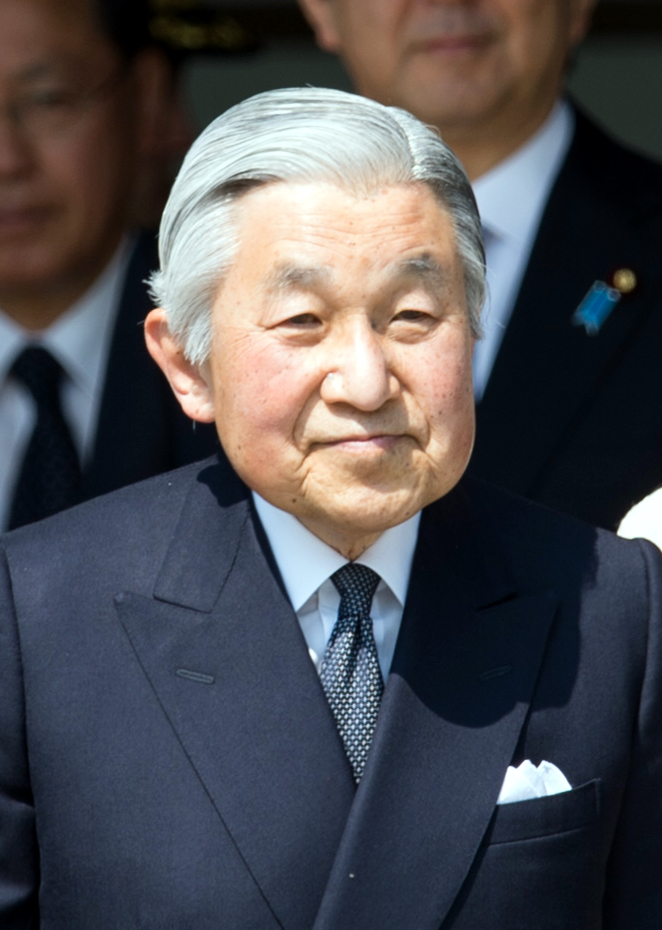
天皇：明仁
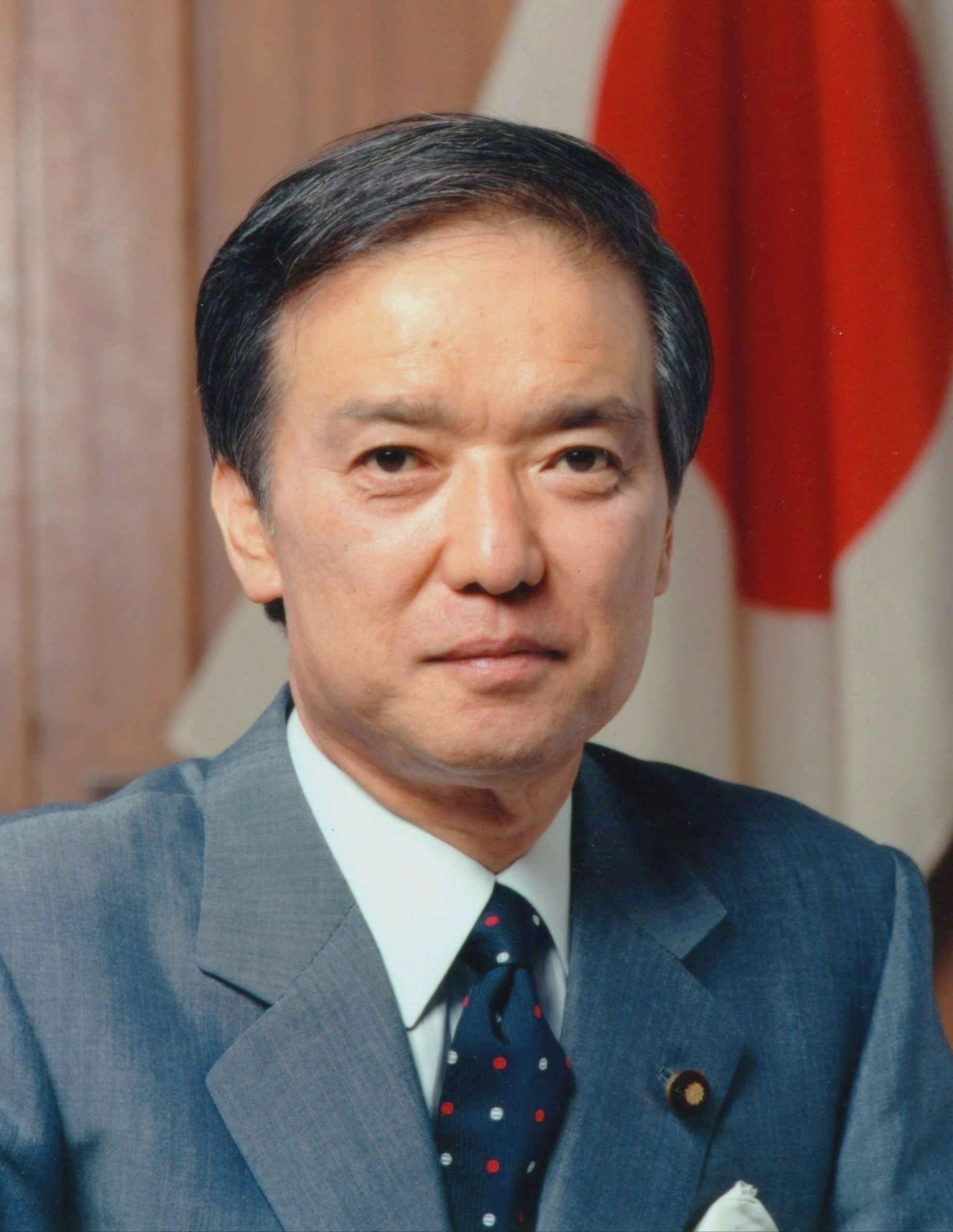
內閣總理大臣：海部俊樹
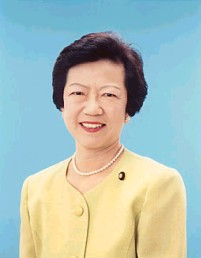
内阁官房长官：森山真弓
眾議院議長：田村元
參議院議長：土屋義彥

### 成員變動

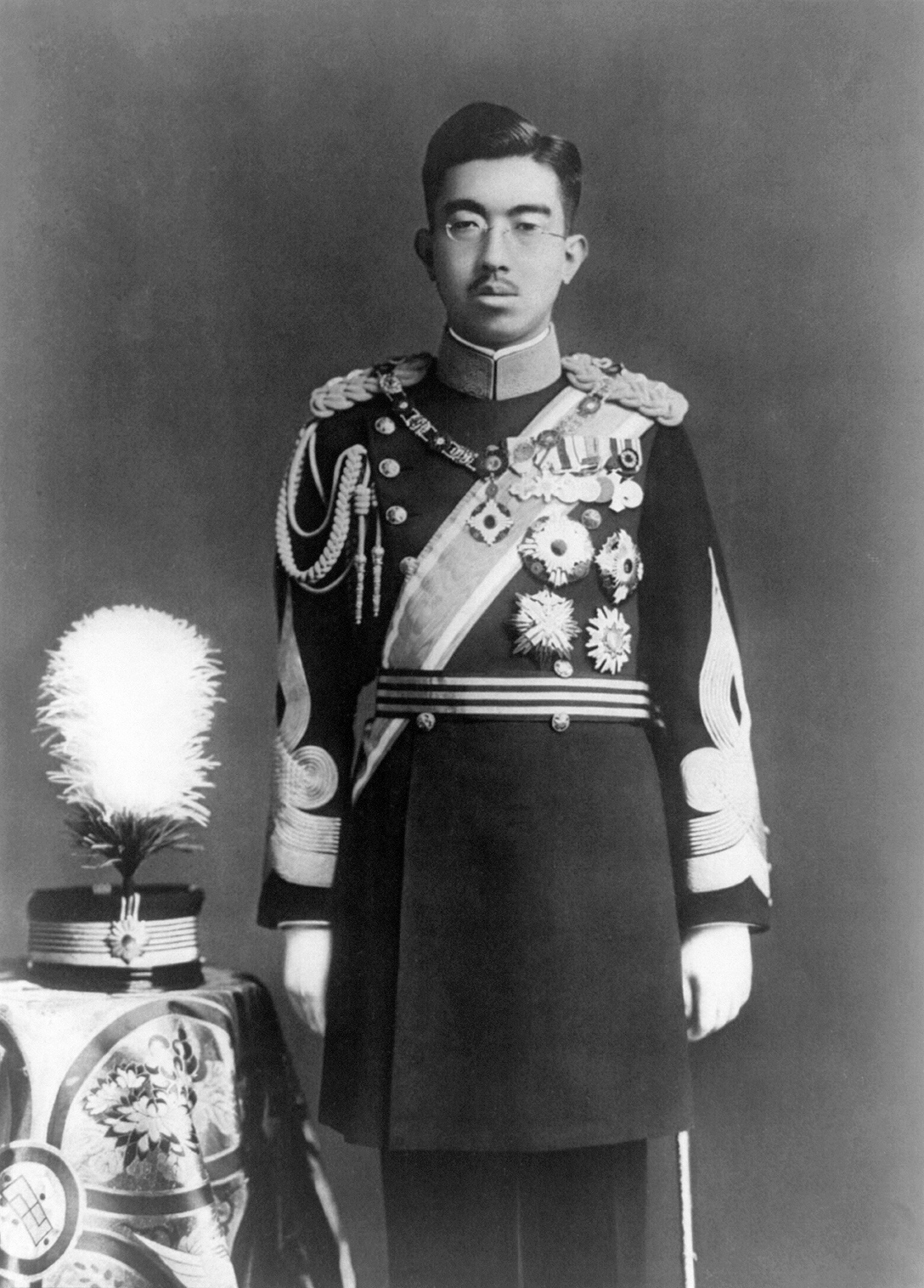
天皇：昭和天皇（逝世）
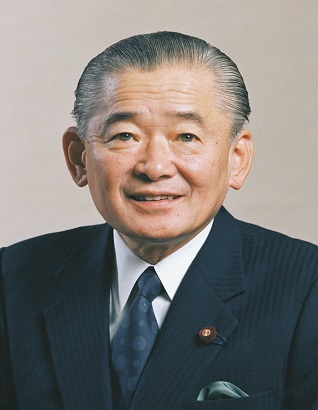
內閣總理大臣：竹下登（內閣總辭）
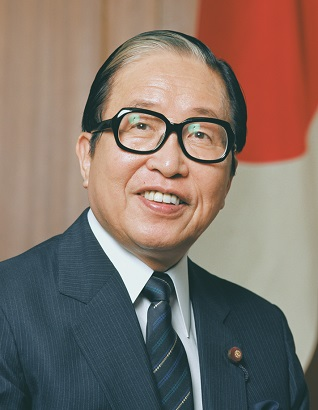
內閣總理大臣：宇野宗佑（辭職）
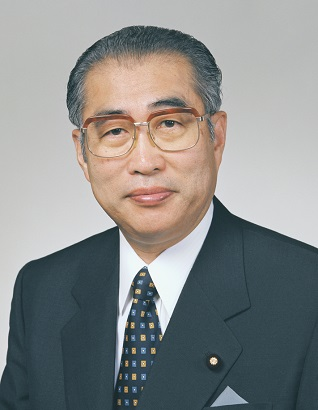
內閣官房長官：小淵惠三
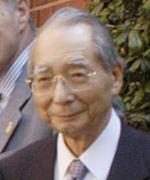
內閣官房長官：鹽川正十郎
內閣官房長官：山下德夫（辭職）
眾議院議長：原健三郎（辭職）

## 大事記
- 1月7日 - 昭和天皇驾崩，太子明仁繼位，昭和时代结束。官房長官小淵惠三公布新年號為「平成」。
- 1月8日 - 零時起，正式改元「平成」。
- 1月31日 - 眾議員海部俊樹宣佈天皇裕仁的諡號為「昭和天皇」。
- 2月24日 - 昭和天皇葬礼在东京举行。
- 3月25日 - 「橫濱博覽會」（YES'89）開幕。
- 4月1日 - 導入消費稅，稅率3%。
- 4月21日 - 任天堂開始發售『GAME BOY 』掌上型遊戲機。
- 6月3日 - 竹下登内阁总辞，宇野宗佑接任内阁总理大臣。
- 6月4日 - 對於六四清場，宇野宗佑於首相官邸表示：「我對戒嚴部隊在北京天安門廣場進行武力鎮壓造成重大傷亡一事不勝憂慮，期望局勢能夠平穩下來」 。
- 6月24日——日本昭和時期代表性歌手美空雲雀逝世。
- 7月23日 - 日本连续杀人犯宮崎勤被逮捕。
- 8月10日 - 宇野宗佑引咎辞职，海部俊樹出任内阁总理大臣，第1次海部內閣成立。
- 9月27日 - 橫濱海灣大橋启用。
- 11月4日 - 奥姆真理教發動坂本堤律師一家殺害事件。
- 12月16日 - 中国民航一架波音747被劫持至福冈。
- 12月25日 - 東京迪斯尼樂園完成了第7777萬7777人次訪客入園的記錄。
- 12月29日，日經平均股價曾經達到史上最高的38957円44錢（同日收盤在38,915円87錢）。

## 出生
- 1月3日：内村航平，体操运动员。
- 2月25日：花澤香菜，艺人、声优。
- 3月9日：千葉雄大，演員、配音員。
- 6月21日：江里夏，配音員。
- 6月23日：竹達彩奈，配音員。
- 9月29日：古川慎，配音員。
- 10月5日：小野賢章，配音員。
- 12月26日：德井青空，声优。
- 12月31日：福原綾香，声优。

## 逝世
- 1月7日：裕仁，日本第124代天皇。
- 1月7日：十河佑贞（日语：十河佑貞），历史学家。
- 1月8日：上田三四二，歌人。
- 2月9日：手塚治虫，漫画家。
- 4月16日：石川馨，工程师。
- 4月27日：松下幸之助，企业家。
- 5月26日：鹰司和子，昭和天皇第三皇女。
- 6月2日：渡邊岳夫，作曲家、编曲家、诗人。
- 6月24日：美空雲雀，歌手。
- 6月29日：森一生，电影导演。
- 8月15日：源田实，原海军大佐，航空自卫队第3任幕僚长。
- 8月18日：古关裕而，作曲家。
- 9月22日：冈崎嘉平太，企业家。
- 9月27日：谷川徹三，哲学家。
- 11月5日：榎一雄，历史学家。
- 11月6日：松田優作，演员。
- 11月22日：丸山誠治，电影导演。
- 12月29日：井上浩，植物学家。
- 12月30日：中野文照，男子网球运动员。